# Baudilio Jáuregui
Baudilio Jorge Jáuregui (født 9. juli 1945 i Montevideo, Uruguay) er en uruguayansk tidligere fodboldspiller (forsvarer).
Jáuregui spillede ni kampe for Uruguays landshold i perioden 1972-1974. Han var en del af landets trup til VM 1974 i Vesttyskland, og spillede alle uruguayanernes tre kampe i turneringen.
På klubplan spillede Jáuregui blandt andet for River Plate Montevideo og Defensor Sporting i hjemlandet, ligesom han havde udlandsophold i både Argentina og Chile.